# Lin Zexu
Lin Zexu – chiński polityk z czasów dynastii Qing, uczony konfucjański, najbardziej znany z konfiskaty opium w 1839, co było bezpośrednią przyczyną wybuchu I wojny opiumowej.

## Początki kariery
Pochodził z Fuzhou, w prowincji Fujian. W 1811 zdał najwyższy egzamin cesarski, otrzymując tytuł jinshi, i tego samego roku został zatrudniony w cesarskiej Akademii Hanlin. Następnie zajmował różne stanowiska w biurokracji cesarskiej, szybko awansując, aż w 1837 został mianowany gubernatorem generalnym Hunanu i Hubei; na stanowisku tym przeprowadził kampanię zwalczania opium.

## Komisarz w Kantonie
W 1838 cesarz Daoguang zdecydował o likwidacji handlu opium, którego użycie w celach niemedycznych było zakazane już od czasu edyktu cesarza Yongzhenga w 1729. Jego nielegalny import wzrastał jednak gwałtownie, ponieważ kupcy zachodni, zwłaszcza Brytyjskiej Kompanii Wschodnioindyjskiej bilansowali w ten sposób zakup herbaty, porcelany i innych towarów chińskich, za który Chińczycy domagali się wyłącznie srebra, blokując import innych towarów. Ze względu na import opium, od lat 30. XIX w. zaczął się odpływ srebra z Chin.
Do realizacji tego zadania cesarz wyznaczył Lin Zexu, znanego ze swojej nieprzekupności i wysokich standardów moralnych. Nowo mianowany komisarz przystąpił energicznie do dzieła, wykorzystując perswazję moralną i środki siłowe. Zaczął od oczyszczania administracji cesarskiej i uczonych konfucjańskich z palaczy opium; ci, którzy nie zaprzestali używania opium byli karani, a niepalący – organizowani w małe grupy, mające się nawzajem nadzorować. Zebrał informacje na temat największych handlarzy opium i do połowy maja 1839 skonfiskował niemal 16 ton narkotyku i 43 tys. fajek (w ciągu następnych dwóch miesięcy – dalsze 6,8 t i 27,5 tys. fajek); aresztowano ponad 1600 osób.
Równocześnie Lin zaczął wywierać presję na kupców międzynarodowych, wpierw za pośrednictwem chińskiej gildii (hong) kupców, a następnie bezpośrednio: nakazano im przedstawić spis zapasów opium, broni i zatrudnianych Chińczyków, a przede wszystkim podpisać zobowiązania o zaprzestaniu handlu opium. Choć cesarski komisarz miał pod swoją komendą także kantońską flotę, nie próbował jej użyć, zdając sobie sprawę z wyższości okrętów zachodnich. Próbował więc perswazji, a gdy to nie pomogło, w marcu 1839 zakazał całkowicie handlu opium, zablokował kupców w ich faktoriach, pozbawił ich chińskiej służby i obrzydzał im życie, nakazując nieustanne walenie w bębny i dzwony pod ich oknami. Ostatecznie zachodni kupcy wydali mu 20 tys. skrzyń z opium (ok. 1362 t), które zostało następnie zniszczone. W swoich posunięciach kierował się idealizmem, ale też i przeświadczeniem o chińskiej wyższości, co widać w jego słynnym liście do królowej Wiktorii:

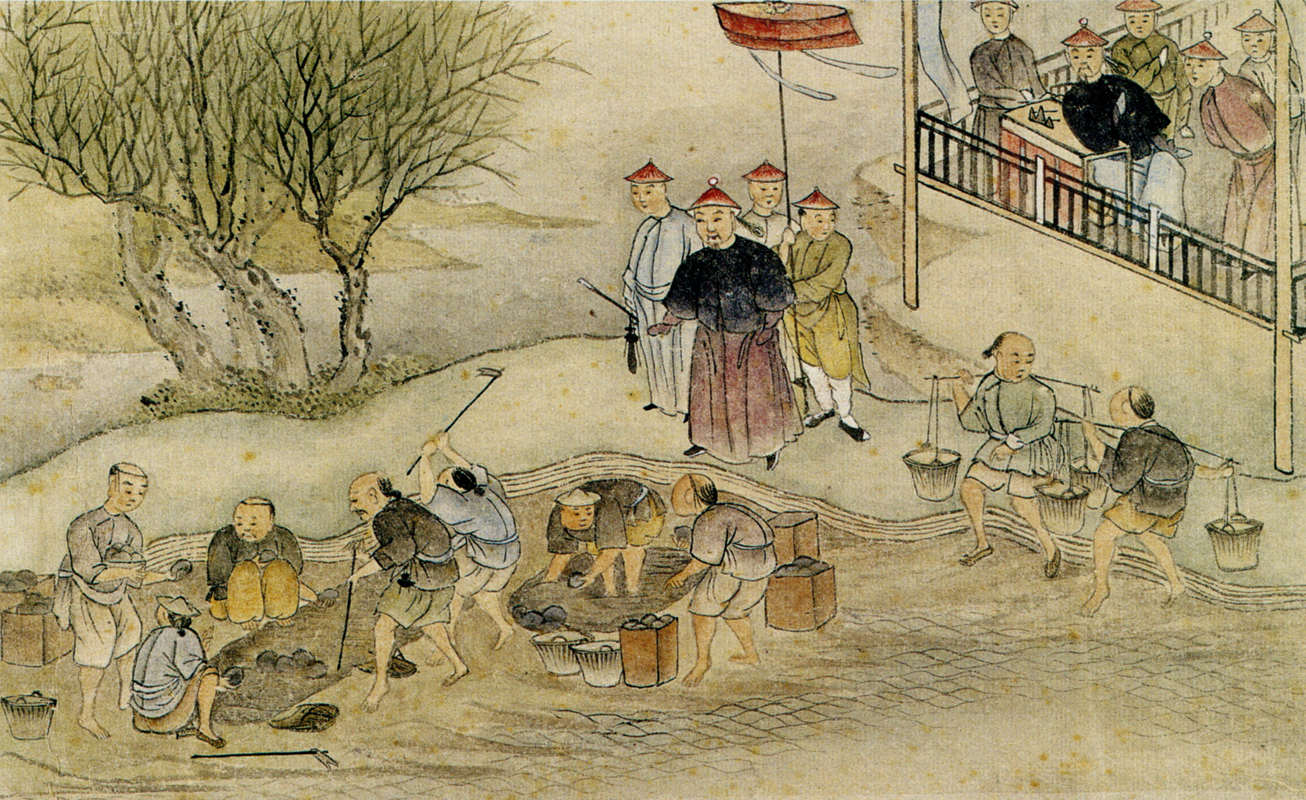
Lin Zexu nadzorujący niszczenie opium

Bóg działa bezstronnie; dlatego nie jest dozwolone, by krzywdzić innych dla własnej korzyści [...].

Zdaje się, że ten specyficzny rodzaj trucizny [opium] jest nielegalnie wytwarzany przez łajdaków wśród plemion lennych Waszego wspaniałego kraju [...], lecz oczywiście nie jest on wytwarzany i sprzedawany na rozkaz Waszej Wysokości. Ponadto [...], grożąc surowymi karami, Wasza Wysokość nie pozwala swym poddanym palić [opium], wiedząc, jakim jest przekleństwem [...]. Samemu nie palić, lecz śmieć sprzedawać i wodzić na pokuszenie masy prostaków w Wewnętrznym Kraju [tj. Chinach] – to chronić własne życie, prowadząc innych na śmierć, to zgarniać zyski, krzywdząc innych. Zachowanie takie jest odrażające dla ludzi i niemiłe Bogu. Niezgłębiony, duchowy majestat naszej świętej dynastii kontroluje tysiące narodów; nie mów, że nie ostrzegaliśmy na czas! Po otrzymaniu tego listu odpowiedz natychmiast, wyliczając działania podjęte we wszystkich portach morskich w celu likwidacji dostaw. Nie zwlekaj i nie szukaj wymówek!

Zniszczenie opium nie zlikwidowało wszakże przyczyn nierówności w handlu chińsko-zagranicznym; Chińczycy, w tym Lin Zexu, nie brali też pod uwagę apetytów mocarstw kolonialnych ani ich siły militarno-ekonomicznej. Wreszcie, nie liczyli się – lub nie zdawali sobie sprawy – że nie mają do czynienia wyłącznie z kupcami, lecz także z przedstawicielami rządu brytyjskiego, który zobowiązał się zrekompensować kupcom straty. Brytyjski Superintendent Handlu, Charles Elliot, specjalnie przejął opium od kupców, by wydać je Chińczykom, uznając to za sposób na zmuszenie ich do bezpośrednich kontaktów z dyplomacją brytyjską, których od lat odmawiali. Gdy doszło do konfliktu, wezwał na pomoc Royal Navy, rozpoczynając pierwszą wojnę opiumową.
Lin tymczasem kontynuował zwalczanie handlu, zmuszając kupców także do opuszczenia Makau. Wobec narastania napięcia (w 1839 dochodziło do starć między Brytyjczykami a Chińczykami), umacniał obronę, budując forty, blokując wejście do portu zagrodami bonowymi i mobilizując lokalne milicje. Wszystko to okazało się bezużyteczne, ponieważ flota brytyjska w 1840 uderzyła na północ, na Szanghaj i Dagu. W Kantonie Lin wyznaczył nagrody za schwytanych cudzoziemców, ale sprowokowało to tylko dalsze potyczki, w których Brytyjczycy mieli wyraźną przewagę. Ostatecznie Cesarstwo poniosło porażkę i podpisało pierwszy układ nierównoprawny: traktat nankiński.

## Dalsza kariera i spuścizna
Cesarz Daoguang nie odnosił się sprawiedliwie do swych urzędników: wymagał często rzeczy niemożliwych i uznawał za winnych, tym którym się nie powiodło. Podobnie i w tym przypadku: w sierpniu 1840 wystosował memoriał, w którym oskarżał Lin Zexu o składanie pustych obietnic i sprowadzenie nieszczęść na Chiny. We wrześniu 1840 Lin został odwołany, a latem 1841 zesłany do Xinjiangu, do doliny Ili. Tam prowadził studia nad kulturą tamtejszych muzułmanów, w szczególności Kazachów. Jego notatki okazały się przydatne Zuo Zongtangowi w planowaniu jego operacji na północnym zachodzie. Odwołany stamtąd w 1845, przez kilka lat pełnił obowiązki gubernatorskie w kilku prowincjach. Gdy w 1850 wybuchły pierwsze walki powstania tajpingów, cesarz Xianfeng wybrał do ich stłumienia zaufanego człowieka, jakim był Lin Zexu. Ów jednak zmarł po drodze i nie zdołał wypełnić swego ostatniego zadania.
Lin Zexu jest uważany za patriotę i ucieleśnienie konfucjańskich cnót, wierności zasadom, uczciwości i lojalności. Te cechy zdecydowanie odróżniały go od większości skorumpowanych urzędników qingowskich. Wydarzenia, w których brał udział, przerosły go jednak: poradzenie sobie z nową sytuacją międzynarodową wymagało wiedzy i umiejętności, których nikt w połowie XIX w. w Chinach nie posiadał.
3 czerwca, dzień w którym Lin Zexu zniszczył opium w Kantonie, jest w Republice Chińskiej obchodzony jako „Dzień bez papierosa”.